# Nanthawat Panphuek
Nanthawat Panphuek (ur. 28 czerwca 1999) – tajski zapaśnik walczący w stylu klasycznym. Zajął jedenaste miejsce na igrzyskach azjatyckich w 2022. Srebrny medalista igrzysk Azji Południowo-Wschodniej w 2021 i 2023 roku.